# Hrádek, Znojmo
Hrádek là một làng thuộc huyện Znojmo, vùng Jihomoravský, Cộng hòa Séc.